# Vos (achternaam)
Vos is een Nederlandstalige achternaam.

## Oorsprong
De betekenis en dus ook de oorsprong verschilt per familie. De naam heeft volgens het Meertens Instituut vier mogelijke oorsprongen.
1. Van een landgoed of huis komt dat vos heette.
2. Metaforische bijnaam voor iemand die aan een vos doet denken (Sluwheid, rood haar, enz.).
3. Bijnaam voor een jager.
4. Patroniem van de voornaam Vos of Fosse.

## Aantallen naamdragers
In België kwam de naam in 2008 3.862 keer voor. Dat was een afname tegenover 1998. De naam komt vooral voor in het noordoosten van het land, in de provincie Limburg en het oosten van de provincies Antwerpen en Vlaams-Brabant. De grootste concentratie naamdragers woonde in 2008 in Riemst, met 1,23%. In België zijn de verwante namen met het lidwoord, De Vos en Devos veel couranter, weliswaar meer geconcentreerd in het centrum en het westen van het land.
In Nederland kwam de naam in 2007 30.279 keer voor. Daarmee was het de 15e meest voorkomende achternaam van Nederland. De grootste concentratie woonde toen in Aalburg met 4,40% van de bevolking daar.

## Bekende naamdragers
- Aafje Looijenga-Vos (1928-2008), Nederlands scheikundige en hoogleraar
- Andries Vos (1919-2009), Nederlands taalkundige en hoogleraar
- Anna Lambrechts-Vos (1876-1932), Nederlands componiste
- Antonius Franciscus Vos de Wael (1833-1902), Nederlands politicus
- Arent Tonko Vos (1875-1954), Nederlands advocaat, schrijver en politicus
- Arie Vos (1976), Nederlands motorcoureur
- Arnoldus Johannes Vos de Wael (1787-1859), Nederlands politicus
- Auguste Vos (1902-?), Belgisch atleet
- Bart Vos (1951), Nederlands bergbeklimmer en schrijver
- Bob Vos (1910-1963), Nederlands componist
- Cees Vos (1927-2018), Nederlands politicus
- Charles Vos (1860-1939), Belgisch kunstenaar
- Charles Vos (1888-1954), Nederlands beeldhouwer
- Chris Vos (1998), Nederlands snowboarder
- Cor Vos (1901-1992), Nederlands edelsmid, kunstschilder en sieraadontwerper
- Dries Vos (1980), Belgisch regisseur
- Edgar Vos (1931-2010), Nederlands modeontwerper
- Erik Vos (1929), Nederlands toneelregisseur
- Felicita Vos (1972), Nederlands schrijfster
- Floris Vos (1871-1943), Nederlands politicus en ondernemer
- Frans Vos de Wael (1876-1963), Nederlands politicus
- Ger Vos (1944), Nederlands dirigent en muziekpedagoog
- Gerardus Antonius Leonardus Maria Vos de Wael (1895-1982), Nederlands politicus
- Gerardus Everhardus Vos de Wael (1821-1889), Nederlands politicus en bankier
- Gerhardus Antonius Vos de Wael (1819-1881), Nederlands politicus
- Gerrit Vos (1962), Nederlands zanger
- Gerrit Jan Vos (1863-1948), Nederlands architect
- Gino Vos (1990), Nederlands darter
- Giny Vos (1959), Nederlands kunstenares
- Hans Vos (1957), Nederlands beeldhouwer
- Harry Vos (1946-2010), Nederlands voetballer
- Hein Vos of Hendrik Vos (1903-1972), Nederlands econoom en politicus
- Hendrik Voes of Hendrik Vos (?-1523), Zuid-Nederlandse monnik en protestants martelaar
- Hendrik Vos (1972), Belgisch politicoloog
- Henk Vos of Hendrik Vos (1943-1999), Nederlands vakbondsbestuurder en politicus
- Henk Vos (1968), Nederlands voetballer
- Herman Vos (1889-1952), Belgisch politicus
- Herman Vos (1910-1965), Nederlands politicus en burgemeester
- Herman Vos (1928-2012), Belgisch schrijver
- Herman Vos (1942-2020), Nederlands politicus
- Hilde Vos (1986), Nederlands singer-songwriter
- Hubert Vos (1855-1935), Nederlands-Amerikaanse kunstschilder
- Hubert Vos (1954), Nederlands politicus
- Ida Vos (1931-2006), Nederlands schrijfster
- Ingmar Vos (1986), Nederlands tienkamper
- Jan Vos (ca. 1610-1667), dichter, toneelschrijver en toneelregisseur
- Jan Vos (1888-1939), Nederlands voetballer
- Jan Vos, pseudoniem van Clous van Mechelen (1941), Nederlands muzikant en liedjesschrijver
- Jan Vos (1972), Nederlands politicus
- Janneke Vos (1977), Nederlands wielrenster
- Jannie van Eyck-Vos (1936-2020), Nederlands atlete
- Johan Vos (1895-1961), Nederlands dammer
- John Vos (1987), Nederlands voetballer
- Jos Vos (1960), Belgisch schrijver
- Joseph Vos (1948), Nederlands politicus
- Lien Vos-van Gortel (1931-2023), Nederlands politica
- Loes Vos (1935), Nederlands actrice
- Louis Vos (1945), Belgisch historicus en hoogleraar
- Lucas Vos (1967), Nederlands politicus
- Maaike Vos (1985), Nederlands shorttrackster
- Maaike Vos (1991), Nederlands zangeres
- Margot Vos (1891-1985), Nederlands dichteres
- Maria Vos (1824-1906), Nederlands kunstschilderes
- Marianne Vos (1987), Nederlands wielrenster
- Marijke Vos (1957), Nederlands politica
- Mark Vos (1969), Belgisch politicus en burgemeester
- Mark Vos, pseudoniem Buzz Fuzz (1969), Nederlands dj
- Mei Li Vos (1970), Nederlands politica
- Michiel Vos (1970), Nederlands journalist en presentator
- Nicolaas Vos (1844-1904), Nederlands architect
- Nicolaus Xaverius Theodorus Maria Vos de Wael (1865-1946), Nederlands politicus
- Otto Vos (1955), Nederlands advocaat, rechter en politicus
- Peter Vos (1935-2010), Nederlands tekenaar, graficus en illustrator
- Pouwel Vos (1950-2014), Nederlands politiefunctionaris
- Ralph Vos (1996), Nederlands voetballer
- Roosje Vos (1860-1932), Nederlands vakbondsbestuurster en politica
- Sander Vos (1967), Nederlands editor
- Theo Vos (1887-1948), Nederlands beeldhouwer
- Toby Vos (1918-2019), Nederlands striptekenaar, illustrator en verzetsstrijder
- Ton Vos (1923-1991), Nederlands acteur
- Tonny Vos-Dahmen von Buchholz (1923-2005), Nederlands kinderboekenschrijver
- Tony Vos (1931), Nederlands saxofonist, componist en producer
- Tuffie Vos (1964), Nederlands stemactrice
- Uli Vos (1946), Duits hockeyer